# David Mabuza
David Dabede Mabuza (Phola Trust, 25 augustus 1960 – Sandton, 3 juli 2025) was een Zuid-Afrikaans politicus voor het Afrikaans Nationaal Congres. Tussen 2018 en 2023 was hij de vicepresident van Zuid-Afrika onder president Cyril Ramaphosa. Hij zetelde in die functie in de kabinetten Ramaphosa I en II.

## Loopbaan
David Mabuza studeerde letteren aan de Universiteit van Zuid-Afrika en was vanaf het midden van de jaren tachtig werkzaam als docent. Na de afschaffing van de apartheid werd hij in 1994 lid van de Provinciale Wetgevende Macht van Mpumalanga, waarin hij bijna 24 jaar zitting zou hebben.
In 2008 werd Mabuza benoemd tot voorzitter van het ANC in de provincie Mpumalanga. Hij leidde zijn partij naar een overwinning bij de verkiezingen van 2009 en werd aansluitend premier van de provincie. In 2014 werd hij herkozen, waarna hij het premierschap nog tot 2018 bekleedde.
Tijdens het landelijke ANC-congres van december 2017 werd Mabuza, ten koste van Lindiwe Sisulu, verkozen tot vicevoorzitter van de partij. Hij diende in deze positie onder partijleider Cyril Ramaphosa. Toen Ramaphosa in februari 2018 president van Zuid-Afrika werd, droeg hij Mabuza voor als vicepresident van het land. Mabuza werd tegelijk ook lid van de Nationale Vergadering. Na de Zuid-Afrikaanse parlementsverkiezingen van 2019 werd hij als vicepresident herbenoemd.
In december 2022 streed Mabuza op het partijcongres van het ANC mee voor het landelijke partijleiderschap, maar zijn campagne kreeg niet genoeg steun en Ramaphosa werd herkozen. Mabuza weigerde zich nogmaals kandidaat te stellen voor het vicevoorzitterschap en werd in die functie opgevolgd door Paul Mashatile. In lijn met deze ontwikkeling trad Mabuza in februari 2023 af als vicepresident van Zuid-Afrika om ook in deze functie plaats te maken voor Mashatile.
Mabuza overleed op 3 juli 2025 op 64-jarige leeftijd.
- International Standard Name Identifier: 0000 0001 1421 7778
- Library of Congress Control Number: no2011002247
- Virtual International Authority File: 167129362
- WorldCat: E39PBJvMyGM99vp3mvdtXQgVG3